# Alberto Bróccoli
Alberto Bróccoli (1943-1985) fue un humorista gráfico argentino.

## Biografía
Alberto Bróccoli, dibujante humorístico argentino, inicialmente bajo el seudónimo de Histerio, comenzó a publicar en 1965, en las revistas Tía Vicenta y Adán.
Entre 1968 y 1971 realiza caricaturas políticas y de otras índoles para Panorama, La Hipotenusa, Rico Tipo, Atlántida, Semana Gráfica y Vosotras.
Más adelante, también trabaja para las revistas Hortensia, Para ti, Autoclub, Somos, Primera Plana y Libro Elegido.
En 1970, crearía la tira de estilizado diseño llamada Juan y el Preguntón. Originalmente pensado para la revista Siete Días, esta tira ganaría gran popularidad, editándose libros a nivel mundial. Juan y el Preguntón regresaría como tira al diario Tiempo Argentino y posteriormente al La Nación como tira diaria y página dominical.
Uno de sus personajes más trascendentes fue El mago Fafá, quien llegaría a editarse en su propia revista además de aparecer en las revistas Gente, Siete Días y La hoja del lunes. El mago Fafá también apareció desde 1973 en la mítica contratapa del Diario Clarín; en tal famoso diario argentino, Bróccoli compartiría desde entonces cartel con figuras de la talla de Caloi, Roberto Fontanarrosa, Horacio Altuna, Carlos Trillo, Crist, Felipe Miguel Ángel Dobal, Tabaré, Jorge Guinzburg, Carlos Abrevaya, Viuti, Alberto Contreras, Ian y Aldo Rivero, entre otros.
En 1979, crea Perez Man, un superhéroe perdedor, para el diario La Nación.
Al margen de su faceta de historietista, editó, junto con Carlos Trillo, dos libros de investigación: El humor gráfico y El humor escrito.
Alberto Bróccoli fue editado en varios países como España, Alemania Federal, Italia, Colombia, Perú.
El 25 de octubre de 1985, fallece a los 42 años.